# إنخينيو
بلدية إنخينيو (بالإسبانية: Ingenio) هي بلدية تقع في مقاطعة لاس بالماس التابعة لمنطقة جزر الكناري جنوب غرب إسبانيا.

## الديموغرافيا
بلغ عدد سكان بلدية إنخينيو 29.871 نسمة عام 2011 (وفقاً للمعهد الوطني للإحصاء الإسباني).
| 24.394 | 24.004 | 25.681 | 27.308 | 28.132 | 29.319 | 29.871 |

## أعلام
- فابيو غونزاليس